# Liste der Staatsoberhäupter 1735
Übersicht
◄◄ | ◄ | 1731 | 1732 | 1733 | 1734 | Liste der Staatsoberhäupter 1735 | 1736 | 1737 | 1738 | 1739 | ► | ►►

Weitere Ereignisse

## Afrika
- Äthiopien
  - Kaiser: Iyasu II. (1730–1755)

- Burundi
  - König: Mwezi III. Ndagushimiye (etwa 1709–etwa 1739)

- Dahomey
  - König: Tegbesu (1732–1774)

- Marokko
  - Machtkämpfe unter den Stämmen, kein anerkannter Herrscher bis 1757

- Tunesien (Husainiden-Dynastie)
  - Sultan:
    - Husein ben Ali (1705–1735)
    - Ali Pascha (1735–1756)

## Amerika
- Vizekönigreich Brasilien
  - Vizekönig:
    - Vasco Fernandes César de Meneses (1720–1735)
    - André de Melo e Castro (1735–1749)

- Vizekönigreich Neuspanien
  - Vizekönig: Juan Antonio de Vizarrón y Eguiarreta (1734–1740)

- Vizekönigreich Peru
  - Vizekönig: José de Armendáriz (1724–1736)

## Asien
- China (Qing-Dynastie)
  - Kaiser: Yogzhen (1723–1735)
  - Kaiser: Qian Long (1735–1796)

- Japan
  - Kaiser:
    1. Nakamikado (1709–1735)
    2. Sakuramachi (1735–1747)

  - Shōgun (Tokugawa): Tokugawa Yoshimune (1716–1745)

- Korea (Joseon)
  - König: Yeongjo (1724–1776)

- Persien (Dynastie der Afghanen)
  - Schah: Abbas III. (1732–1736)

- Thailand
  - König: Boromakot (1733–1758)

## Europa
- Andorra
  - Co-Fürsten:
    - König von Frankreich: Ludwig XV. (1715–1774)
    - Bischof von Urgell: Simeó de Guinda y Apeztegui (1714–1737)

- Dänemark und Norwegen
  - König: Christian VI. (1730–1746)

- Frankreich
  - König: Ludwig XV. (1715–1774)

- Großbritannien und Irland
  - Staatsoberhaupt: König Georg II. (1727–1760) (1727–1760 Kurfürst von Braunschweig-Lüneburg)
  - Regierungschef: Premierminister Robert Walpole (1721–1742)

- Heiliges Römisches Reich
  - König und Kaiser: Karl VI. (1711–1740) (1711–1740 König von Böhmen, 1706–1740 Herzog von Mailand, 113–1735 König von Neapel, 1711–1740 Erzherzog von Österreich, 1735–1740 Herzog von Parma, 1713–1720 König von Sardinien, 1720–1735 König von Sizilien, 1711–1740 König von Ungarn)
  - Kurfürstenkollegium
    - Erzstift Köln
      - Kurfürst: Clemens August von Bayern (1723–1761) (1724–1761 Bischof von Hildesheim, 1719–1761 Bischof von Münster, 1728–1761 Bischof von Osnabrück, 1719–1761 Bischof von Paderborn, 1716–1719 Bischof von Regensburg, 1732–1761 Hochmeister des Deutschen Ordens)

    - Erzstift Mainz
      - Kurfürst: Philipp Karl von Eltz-Kempenich (1732–1743)

    - Erzstift Trier
      - Kurfürst: Franz Georg von Schönborn (1729–1756) (1732–1756 Bischof von Worms, 1732–1756 Propst von Ellwangen)

    - Herzogtum Bayern
      - Kurfürst: Karl I. Albrecht (1726–1745) (1742–1745 Kaiser)

    - Königreich Böhmen
      - König: Karl II. (1711–1740) (1711–1740 Kaiser, 1706–1740 Herzog von Mailand, 113–1735 König von Neapel, 1711–1740 Erzherzog von Österreich, 1735–1740 Herzog von Parma, 1713–1720 König von Sardinien, 1720–1735 König von Sizilien, 1711–1740 König von Ungarn)

    - Markgrafschaft Brandenburg
      - Kurfürst: Friedrich Wilhelm I. (1713–1740) (1713–1740 König in Preußen)

    - Herzogtum Braunschweig-Lüneburg
      - Kurfürst: Georg II. (1727–1760) (1727–1760 König von Großbritannien und Irland)

    - Pfalzgrafschaft bei Rhein
      - Kurfürst: Karl III. Philipp (1716–1742) (1716–1742 Herzog von Jülich und Berg)

    - Herzogtum Sachsen
      - Kurfürst: Friedrich August II. (1733–1763) (1733–1763 König von Polen und Großherzog von Litauen)

  - geistliche Reichsfürsten
    - Hochstift Augsburg
      - Bischof: Alexander Sigismund von der Pfalz (1690–1737)

    - Hochstift Bamberg
      - Bischof: Friedrich Karl von Schönborn-Buchheim (1729–1746) (1729–1746 Bischof von Würzburg)

    - Hochstift Basel
      - Bischof: Johann Konrad von Reinach-Hirtzbach (1705–1737)

    - Fürstpropstei Berchtesgaden
      - Propst: Cajetan Anton Notthafft von Weißenstein (1732–1752)

    - Hochstift Brixen
      - Bischof: Kaspar Ignaz von Künigl (1702–1747)

    - Hochstift Chur (Territorium 1648 eidgenössisch, Bischof Reichsstand ohne unmittelbares Land)
      - Bischof: Joseph Benedikt von Rost (1728–1754)

    - Fürstabtei Corvey
      - Abt: Karl von Plittersdorf (1722–1737)

    - Balleien des Deutschen Ordens
      - Hochmeister: Clemens August von Bayern (1732–1761) (1723–1761 Erzbischof von Köln, 1724–1761 Bischof von Hildesheim, 1719–1761 Bischof von Münster, 1719–1761 Bischof von Osnabrück, 1719–1761 Bischof von Paderborn, 1716–1719 Bischof von Regensburg)

    - Hochstift Eichstätt
      - Bischof: Franz Ludwig Schenk von Castell (1725–1736)

    - Fürstpropstei Ellwangen
      - Propst: Franz Georg von Schönborn (1732–1756) (1729–1756 Erzbischof von Trier, 1732–1756 Bischof von Worms)

    - Hochstift Freising
      - Bischof: Johann Theodor von Bayern (1727–1763) (1744–1763 Bischof von Lüttich, 1719–1763 Bischof von Regensburg)

    - Abtei Fulda
      - Abt: Adolf von Dalberg (1726–1737)

    - Hochstift Hildesheim
      - Bischof: Clemens August von Bayern (1724–1761) (1723–1761 Erzbischof von Köln, 1732–1761 Hochmeister des Deutschen Ordens, 1719–1761 Bischof von Münster, 1728–1761 Bischof von Osnabrück, 1719–1761 Bischof von Paderborn, 1716–1719 Bischof von Regensburg)

    - Fürststift Kempten
      - Abt: Anselm Reichlin von Meldegg (1728–1747)

    - Hochstift Konstanz
      - Bischof: Johann Franz Schenk von Stauffenberg (1704–1740) (1737–1740 Bischof von Augsburg)

    - Hochstift Lübeck (1555–1803 evangelische Administratoren)
      - Bischof: Adolf Friedrich von Schleswig-Holstein-Gottorf (1727–1750) (1751–1771 König von Schweden)

    - Hochstift Lüttich
      - Bischof: Georg Ludwig von Berghes (1724–1743)

    - Hochstift Münster
      - Bischof: Clemens August von Bayern (1719–1761) (1723–1761 Erzbischof von Köln, 1724–1761 Bischof von Hildesheim, 1728–1761 Bischof von Osnabrück, 1719–1761 Bischof von Paderborn, 1716–1719 Bischof von Regensburg, 1732–1761 Hochmeister des Deutschen Ordens)

    - Hochstift Osnabrück (1662–1802 abwechselnd katholische und lutherische Bischöfe)
      - Bischof: Clemens August von Bayern (1728–1761) (1723–1761 Erzbischof von Köln, 1724–1761 Bischof von Hildesheim, 1719–1761 Bischof von Münster, 1719–1761 Bischof von Paderborn, 1716–1719 Bischof von Regensburg, 1732–1761 Hochmeister des Deutschen Ordens)

    - Hochstift Paderborn
      - Bischof: Clemens August von Bayern (1719–1761) (1723–1761 Erzbischof von Köln, 1724–1761 Bischof von Hildesheim, 1719–1761 Bischof von Münster, 1728–1761 Bischof von Osnabrück, 1716–1719 Bischof von Regensburg, 1732–1761 Hochmeister des Deutschen Ordens)

    - Hochstift Passau
      - Bischof: Joseph Dominikus von Lamberg (1723–1761)

    - Hochstift Regensburg
      - Bischof: Johann Theodor von Bayern (1719–1763) (1727–1763 Bischof von Freising, 1744–1763 Bischof von Lüttich)

    - Erzstift Salzburg
      - Erzbischof: Leopold Anton von Firmian (1727–1744)

    - Hochstift Speyer
      - Bischof: Damian Hugo Philipp von Schönborn-Buchheim (1719–1743)

    - Abtei Stablo-Malmedy
      - Abt: Nicolas II. Massin (1731–1737)

    - Hochstift Straßburg
      - Bischof: Armand I. Gaston Maximilien de Rohan-Soubise (1704–1749)

    - Hochstift Trient
      - Bischof: Dominikus Anton von Thun (1730–1758)

    - Hochstift Worms
      - Bischof: Franz Georg von Schönborn (1732–1756) (1729–1756 Erzbischof von Trier, 1732–1756 Propst von Ellwangen)

    - Hochstift Würzburg
      - Bischof: Friedrich Karl von Schönborn-Buchheim (1729–1746) (1729–1746 Bischof von Bamberg)

  - weltliche Reichsfürsten
    - Fürstentum Anhalt
      - Anhalt-Bernburg
        - Fürst: Viktor II. Friedrich (1721–1765)

      - Fürstentum Anhalt-Dessau
        - Fürst: Leopold I. (1693–1747) (1693–1698 unter Vormundschaft)

      - Fürstentum Anhalt-Köthen
        - Fürst: August Ludwig (1728–1755)

      - Anhalt-Zerbst
        - Fürst: Johann August (1718–1742)

    - Arenberg
      - Herzog: Leopold Philipp (1691–1754)

    - Markgrafschaft Baden
      - Baden-Baden
        - Markgraf: Ludwig Georg Simpert (1707–1761) (1707–1727 unter Vormundschaft)

      - Baden-Durlach
        - Markgraf: Karl III. Wilhelm (1709–1738)

    - Brandenburg-Ansbach
      - Markgraf: Karl Wilhelm Friedrich (1723–1757)

    - Brandenburg-Bayreuth
      - Markgraf: Georg Friedrich Karl (1726–1735)
      - Markgraf: Friedrich III. (1735–1763)

    - Braunschweig-Wolfenbüttel
      - Herzog: Ludwig Rudolf (1731–1735)
      - Herzog: Ferdinand Albrecht II. (1735)
      - Herzog: Karl I. (1735–1780)

    - Hessen-Darmstadt
      - Landgraf: Ernst Ludwig (1678–1739)

    - Hessen-Kassel
      - Landgraf: Friedrich I. (1730–1751) (1720–1751 König von Schweden)
        - Statthalter: Wilhelm von Hessen-Kassel (1730–1751) (1751–1760 Landgraf)

    - Hohenzollern-Hechingen
      - Fürst: Friedrich Wilhelm (1671–1735)
      - Fürst: Friedrich Ludwig (1735–1750)

    -  Hohenzollern-Sigmaringen
      - Fürst: Joseph Friedrich Ernst (1715–1769) (bis 1720 unter Vormundschaft)

    - Jülich und Berg
      - Herzog: Karl Philipp (1716–1742) (1716–1742 Kurfürst der Pfalz, 1716–1742 Herzog von Pfalz-Neuburg)

    - Liechtenstein
      - Fürst: Johann Nepomuk Karl (1732–1748) (bis 1745 unter Vormundschaft)
      - Regent: Josef Wenzel (1732–1745) (1712–1718, 1748–1772 Fürst von Liechtenstein)

    - Lothringen
      - Herzog: Franz III. Stephan (1729–1736) (1745–1765 römisch-deutscher Kaiser, 1736–1765 Großherzog der Toskana)

    - Herzogtum Mecklenburg
      - Mecklenburg-Schwerin
        - Herzog: Christian Ludwig II. (1728–1756)

      - Mecklenburg-Strelitz
        - Herzog: Adolf Friedrich III. (1708–1752)

    - Nassau
      - Ottonische Linie
        - Nassau-Diez
          - Fürst: Wilhelm IV. (1711–1751) (1722–1729 Statthalter von Drenthe, 1729–1751 Statthalter von Friesland und Groningen, 1747–1751 Statthalter von Holland, Overijssel, Utrecht und Zeeland, 1747–1751 Statthalter der Niederlande)

        - Nassau-Dillenburg
          - Fürst: Christian (1724–1739)

        - Nassau-Siegen (katholische Linie)
          - Fürst: Wilhelm Hyacinth (1699–1743)

      - Walramische Linie
        - Nassau-Saarbrücken (von Nassau-Usingen abgespalten)
          - Fürst: Wilhelm Heinrich (1735–1768) (bis 1741 unter Vormundschaft)
          - Regentin: Charlotte Amalie von Nassau-Dillenburg (1735–1738)

        - Nassau-Usingen (Teilung in Nassau-Saarbrücken und Nassau-Usingen)
          - Fürst: Karl (1718–1775) (bis 1733 unter Vormundschaft)

        - Nassau-Weilburg
          - Fürst: Karl August (1719–1753)

    - Österreich
      - Erzherzog: Karl II. (1711–1740) (1711–1740 Kaiser, 1711–1740 König von Böhmen, 1706–1740 Herzog von Mailand, 1713–1735 König von Neapel, 1735–1740 Herzog von Parma, 1713–1720 König von Sardinien, 1720–1735 König von Sizilien, 1711–1740 König von Ungarn)

    - Ostfriesland
      - Fürst: Carl Edzard (1734–1744)

    - Pfalz-Neuburg
      - Herzog: Karl III. Philipp (1716–1742) (1716–1742 Kurfürst der Pfalz, 1716–1742 Herzog von Jülich und Berg)

    - Pfalz-Sulzbach
      - Herzog: Karl Theodor (1733–1799) (1742–1777 Kurfürst der Pfalz, 1777–1799 Kurfürst von Pfalz-Bayern, 1742–1799 Herzog von Pfalz-Neuburg, 1742–1794/99 Herzog von Jülich und Berg)

    - Pfalz-Zweibrücken-Birkenfeld
      - Herzog: Christian III. (1733–1735)
      - Herzog: Christian IV. (1735–1775)

    - Herzogtum Sachsen
      - Sachsen-Coburg-Saalfeld (bis 1735 Sachsen-Saalfeld)
        - Herzog: Christian Ernst (1729–1745)
        - Herzog: Franz Josias (1729–1764)

      - Sachsen-Eisenach
        - Herzog: Wilhelm Heinrich (1729–1741)

      - Sachsen-Gotha-Altenburg
        - Herzog: Friedrich III. (1732–1772)

      - Sachsen-Hildburghausen
        - Herzog: Ernst Friedrich II. (1724–1745) (1724–1728 unter Vormundschaft)

      - Sachsen-Meiningen
        - Herzog: Karl Friedrich (1729–1743) (1729–1733 unter Vormundschaft)

      - Sachsen-Weimar
        - Herzog: Ernst August I. (1707–1741) (1741–1748 Herzog von Sachsen-Weimar-Eisenach)

    - Schwarzburg-Rudolstadt
      - Fürst: Friedrich Anton (1718–1744)

    - Schwarzburg-Sondershausen
      - Fürst: Günther I. (1720–1740)

    - Waldeck
      - Fürst: Karl August Friedrich (1728–1763)

    - Württemberg
      - Herzog: Karl Alexander (1733–1737)

  - sonstige Reichsstände (Auswahl)
    - Hanau
      - Graf: Johann Reinhard III. (1712–1736) (1685–1712 Graf von Hanau-Lichtenberg)

    - Lippe
      - Lippe-Biesterfeld
        - Graf: Rudolf Ferdinand (1678–1736)

      - Lippe-Detmold
        - Graf: Simon August (1734–1782)

    - Ortenburg
      - Graf: Karl III. (1725–1776) (1725–1739 unter Vormundschaft)
      - Regentin: Maria Albertina von Nassau-Saarbrücken (1725–1739)

    - Reuß
      - Reuß ältere Linie
        - Reuß-Obergreiz
          - Graf: Heinrich XI. (1723–1768) (1768–1778 Graf zu Reuß-Greiz, 1778–1800 Fürst von Reuß ältere Linie)

        - Reuß-Untergreiz
          - Graf: Heinrich III. (1733–1768)

      - Reuß jüngere Linie
        - Reuß-Ebersdorf
          - Graf: Heinrich XXIX. (1711–1747)

        - Reuß-Gera
          - Graf: Heinrich XVIII. (1686–1735)
          - Graf: Heinrich XXV. (1735–1748)

        - Reuß-Lobenstein
          - Graf: Heinrich XV. (1710–1739)

        - Reuß-Schleiz
          - Graf: Heinrich I. (1726–1744)

    - Schaumburg-Lippe
      - Graf: Albrecht Wolfgang (1728–1748)

- Italienische Staaten
  - Genua
    - Doge: Stefano Durazzo (1734–1736)

  - Guastalla
    - Herzog: Giuseppe Gonzaga (1729–1746)

  - Kirchenstaat
    - Papst: Clemens XII. (1730–1740)

  - Mailand (1706–1800 zu Österreich) (1733–1736 von Sardinien besetzt)
    - Herzog: Kaiser Karl VI. (1706–1740) (1711–1740 Kaiser, 1711–1740 König von Böhmen, 1713–1735 König von Neapel, 1711–1740 Erzherzog von Österreich, 1735–1740 Herzog von Parma, 1713–1720 König von Sardinien, 1720–1735 König von Sizilien, 1711–1740 König von Ungarn)

  - Massa und Carrara
    - Herzogin: Maria Teresa Cybo-Malaspina (1731–1790) (bis 1744 unter Vormundschaft)
    - Regentin: Ricciarda Gonzaga (1731–1744)

  - Modena und Reggio
    - Herzog: Rinaldo d’Este (1694–1737)

  - Neapel (1713/14–1735 zu Österreich) (1735 mit dem Königreich Sizilien vereinigt)
    - König: Karl VI. (1713–1735) (1711–1740 Kaiser, 1711–1740 König von Böhmen, 1706–1740 Herzog von Mailand, 1711–1740 Erzherzog von Österreich, 1735–1740 Herzog von Parma, 1713–1720 König von Sardinien, 1720–1735 König von Sizilien, 1711–1740 König von Ungarn)
    - König: Karl VII. (1735–1759) (1731–1735 Herzog von Parma und Piacenza, 1735–1759 König von Sizilien, 1759–1788 König von Spanien)

  - Parma und Piacenza
    - Herzog: Karl I. (1731–1735) (1735–1759 König von Neapel und Sizilien, 1759–1788 König von Spanien)
    - Herzog: Karl II. (1735–1740) (1711–1740 Kaiser, 1711–1740 König von Böhmen, 1706–1740 Herzog von Mailand, 1713–1735 König von Neapel, 1711–1740 Erzherzog von Österreich, 1713–1720 König von Sardinien, 1720–1735 König von Sizilien, 1711–1740 König von Ungarn)

  - Piombino
    - Fürstin: Maria Eleonora Boncompagni Ludovisi (1733–1745)

  - San Marino
    - Capitani Reggenti: Giuseppe Onofri (1714, 1723, 1727, 1731, 1734–1735, 1738, 1740–1741, 1744, 1749, 1753) und Lodovico Anatucci (1731, 1734–1735)
    - Capitani Reggenti: Tranquillo Manenti Belluzzi (1718–1719, 1726, 1730–1731, 1735) und Biagio Antonio Martelli (1724, 1728, 1735, 1739, 1742–1743, 1747–1748, 1755)
    - Capitani Reggenti: Federico Tosini (1735–1736) und Pier Antonio Ugolini (1722–1723, 1726–1727, 1730, 1735–1736, 1741–1742, 1750)

  - Sardinien (seit 1720 zu Savoyen)
    - König: Karl Emanuel III. (1730–1773) (1720–1730 und 1732–1773 Herzog von Savoyen)
      - Vizekönig: Girolamo Falletti di Barolo (1731–1735)
      - Vizekönig: Carlo Amedeo Battista San Martino d’Aglie (1735–1738)

  - Savoyen
    - Herzog: Karl Emanuel III. (1720–1730, 1732–1773) (1730–1773 König von Sardinien)

  - Sizilien (1720–1735 zu Österreich)
    - König: Karl IV. (1720–1735) (1711–1740 Kaiser, 1711–1740 König von Böhmen, 1706–1740 Herzog von Mailand, 1713–1735 König von Neapel, 1711–1740 Erzherzog von Österreich, 1735–1740 Herzog von Parma, 1713–1720 König von Sardinien, 1711–1740 König von Ungarn)
    - König: Karl V. (1735–1759) (1735–1759 König von Neapel, 1731–1735 Herzog von Parma und Piacenza, 1759–1788 König von Spanien)
      - Vizekönig: José Carrillo de Albornoz (1734–1737)

  - Toskana
    - Großherzog: Gian Gastone de’ Medici (1723–1737)

  - Venedig
    - Doge: Carlo Ruzzini (1732–1735)
    - Doge: Alvise Pisani (1735–1741)

- Khanat der Krim
  - Khan: Qaplan I. Giray (1707–1708, 1713–1715, 1730–1736)

- Kurland
  - Herzog: Ferdinand Kettler (1730–1737)

- Malta
  - Großmeister: Antonio Manoel de Vilhena (1722–1736)

- Moldau (unter osmanischer Oberherrschaft)
  - Fürst: Constantin Mavrocordat (1733–1735, 1741–1743, 1748–1749, 1769) (1730, 1731–1733, 1735–1741, 1744–1748, 1756–1758, 1761–1763 Fürst der Walachei)
  - Fürst: Grigore II. Ghica (1726–1733, 1735–1739, 1739–1741, 1747–1748) (1733–1735, 1748–1752 Fürst der Walachei)

- Monaco
  - Fürst: Honoré III. (1732–1793)
    - Generalgouverneur: Antoine Grimaldi (1732–1784)

- Niederlande
  - Republik der Sieben Vereinigten Provinzen
    - Drenthe
      - Statthalter: Wilhelm IV. von Oranien (1722–1747) (1711–1747 Statthalter von Friesland, 1722–1747 Statthalter von Geldern, 1718–1747 Statthalter von Groningen, 1747 Statthalter von Holland, Seeland, Utrecht und Overijssel, 1747–1751 Erbstatthalter der Niederlande)

    - Friesland
      - Statthalter: Wilhelm IV. von Oranien (1711–1747) (1722–1747 Statthalter von Drenthe und Geldern, 1718–1747 Statthalter von Groningen, 1747 Statthalter von Holland, Seeland, Utrecht und Overijssel, 1747–1751 Erbstatthalter der Niederlande)

    - Gelderland
      - Statthalter: Wilhelm IV. von Oranien (1722–1747) (1722–1747 Statthalter von Drenthe, 1711–1747 Statthalter von Friesland, 1718–1747 Statthalter von Groningen, 1747 Statthalter von Holland, Seeland, Utrecht und Overijssel, 1747–1751 Erbstatthalter der Niederlande)

    - Groningen
      - Statthalter: Wilhelm IV. von Oranien (1718–1747) (1722–1747 Statthalter von Drenthe und Geldern, 1711–1747 Statthalter von Friesland, 1747 Statthalter von Holland, Seeland, Utrecht und Overijssel, 1747–1751 Erbstatthalter der Niederlande)

    - Holland und Zeeland
      - Statthalter: vakant (1702–1747)

    - Overijssel
      - Statthalter: vakant (1702–1747)

    - Utrecht
      - Statthalter: vakant (1702–1747)

  - Österreichische Niederlande (bis 1714/95 formal Bestandteil des Heiligen Römischen Reichs)
    - Statthalterin: Maria Elisabeth von Österreich (1724–1741)

- Osmanisches Reich
  - Sultan: Mahmud I. (1730–1754)

- Polen
  - König: August III. (1733–1763) (1733–1763 Kurfürst von Sachsen)

- Portugal
  - König: Johann V. (1706–1750)

- Preußen
  - König: Friedrich Wilhelm I. (1713–1740) (1713–1740 Kurfürst von Brandenburg)

- Russland
  - Kaiserin: Anna (1730–1740) (1711–1730 Regentin von Kurland)

- Schweden
  - König: Friedrich (1720–1751) (1730–1751 Landgraf von Hessen-Kassel)

- Spanien
  - König: Philipp V. (1700–1724, 1724–1746) (1700–1706 Herzog von Mailand, 1700–1713 König von Neapel, 1700–1713 König von Sardinien, 1700–1713 König von Sizilien)

- Ungarn
  - König: Karl III. (1711–1740) (1711–1740 Kaiser, 1711–1740 König von Böhmen, 1706–1740 Herzog von Mailand, 1713–1735 König von Neapel, 1711–1740 Erzherzog von Österreich, 1735–1740 Herzog von Parma, 1713–1720 König von Sardinien, 1720–1735 König von Sizilien)

- Walachei (unter osmanischer Oberherrschaft)
  - Fürst: Grigore II. Ghica (1733–1735, 1748–1752) (1726–1733, 1735–1739, 1739–1741, 1747–1748 Fürst der Moldau)
  - Fürst: Constantin Mavrocordat (1730, 1731–1733, 1735–1741, 1744–1748, 1756–1758, 1761–1763) (1733–1735, 1741–1743, 1748–1749, 1769 Fürst der Moldau)